# Mark Hollis
Mark David Hollis (London, 1955. január 4. – 2019. február 25.) angol zenész, énekes, dalszerző. A Talk Talk együttes alapítótagja.

## Életpályája
1955. január 4-én született Tottenhamben, Londonban. Három fiúgyermek közül ö volt a középső. Zenei pályafutása előtt laboratóriumi technikusként dolgozott.
Bátyja, Ed Hollis lemezlovas, zenei producer és menedzser volt. Számos zenekart menedzselt, köztük az Eddie and the Hot Rods pub-rock zenekart is. 1977-ben az ő bátorításával alakította meg első zenekarát a The Reaction. Ebben az évben az együttes az Island Recordsnál egy demo felvételt készített; a Talk Talk Talk Talk cím dalt, mely a Talk Talk korai változata volt. 1978-ban megjelent a Reaction egyetlen kislemeze az I Can't Resist. Az együttes a következő évben feloszlott.
1981 és 1991 között a Talk Talk énekese és fő dalszerzője volt. Összesen öt stúdióalbumot adtak ki. Az 1984-es It’s My Life albumok hozta meg számukra a nemzetközi elismerést. Az 1986-os The Colour of Spring kelt el a legtöbb példányban.
A Talk Talk feloszlása után 1998-ban kiadott egy szólóalbumot. 2001-ben Anja Garbarek Smiling & Waving albumán két dal elkészítésében működött közre (The Gown, Big Mouth). Ezt követően alapvetően visszavonult a zene készítésétől és a családja számára élt. 1998-től Wimbledonban élt tanár feleségével és két gyermekével.

## Diszkográfia
Talk Talk
- The Party’s Over (1982)
- It’s My Life (1984)
- The Colour of Spring (1986)
- Spirit of Eden (1988)
- Laughing Stock (1991)

Szólóalbum
- Mark Hollis (1998)